# Mošeja Kalan
Mošeja Kalan (perzijsko Velika mošeja) je arhitekturni spomenik, ki stoji v Buhari v Uzbekistanu. Veljala je za eno največjih mošej, zgrajenih na mestu mošeje Džame. Njena sedanja podoba je bila zgrajena leta 1514 v času vladavine Šajbanija Ubajdulaha kana iz Buhare. Trenutno je mošeja uvrščena na nacionalni seznam nepremičninskih objektov materialne in kulturne dediščine Uzbekistana.

## Zgodovina
Glavni del mošeje Kalan je bil zgrajen v 12. stoletju med vladavino Arslana Kana, enega od karahanidskih vladarjev. Gradnja mošeje je bila končana leta 1514 med vladavino Šajbanija Ubajdulaha Kana. Med vladavino Ubajdulaha Kana so bila izvedena večja popravila vzhodne glavne fasade mošeje. Leta 1542 je bil pred glavnimi vrati mošeje postavljen marmorni kamen z besedilom odloka buharskega kana Abdulaziza Kana o oprostitvi prebivalcev Buhare davkov. To delo je opravil kaligraf Miršajh al-Pourani. Ta mošeja stoji v kompleksu Po-i-Kalan. Kompleks vključuje minaret Kalan, mošejo Kalan, in medresi Mir-i Arab in Amir Olim Kan. Mošeja Kalan ima sprednji del, okrašen z zidnimi loki. Nekateri okraski mošeje so bili ohranjeni in restavrirani. Ugotovljeno je bilo, da je pod pokrovom sprednjega dela mošeje okras iz šestkotnih plošč, povezanih z imenom mojstra Bajazida Puronija in obrob iz 15. stoletja.
V začetku 20. stoletja je bila na pobudo Uste Širina Murodova zgrajena osmerokotna kupola po stari podobi mošeje. Leta 1935 je bila mošeja Kalan uporabljena kot žitnica, v medresi Mir-i Arab pa so potekale petkove molitve. Leta 1997 je bila mošeja Kalan ob 2500. obletnici mesta Buhara obnovljena po odloku prvega predsednika Republike Uzbekistan Islama Karimova. Trenutno mošeja deluje.

## Arhitektura
Mošeja Kalan je dolga 127 metrov in široka 78 metrov. Zaradi tega je druga največja mošeja v Srednji Aziji, takoj za mošejo Bibi Kanum v Samarkandu. Mošeja je stebrna mošeja s približno 40 × 80 m velikim dvoriščem, ki je zgrajeno po shemi štirih ivanov: dva glavna vhoda z ivani stojita drug nasproti drugega v parih na sredini dvoriščnih stranic. Stavbna krila, ki obdajajo dvorišče, so odprte galerije, v katerih 208 stebrov podpira 288 ravnih kupol.
Glavna stavba mošeje je nasproti vhoda v smeri kible na sredini zahodnega krila galerij. Glavnemu vhodu z ivanom sledi kvadratna soba, nad katero boben, okrašen z velikimi znaki, podpira dvojno kupolo, katere zunanjost je prekrita z modrimi ploščicami. Kvadratnemu prostoru sledi ivan z mihrabom. Struktura te kupolaste stavbe in dekoracija ivanov z glaziranimi opekami v geometrijskih vzorcih sta zelo podobni mošeji Bibi Kanum v Samarkandu, kar kaže na to, da so tudi mošejo Kalan zasnovali Timuridi.
Na dvorišču je drevo med vhodnim ivanom in stavbo s kupolo. Pred kupolo je osmerokotni paviljon, ki je bil zgrajen leta 1915 in služi kot prižnica.
Mošeja Kalan ima 7 zunanjih vrat, s širokimi verandami pred in znotraj glavnih vzhodnih vrat.